# Philipp Ludwig von Sinzendorf
Philipp Ludwig von Sinzendorf, né le 29 septembre 1699 à Paris et mort le 28 septembre 1747 à Breslau) est un cardinal autrichien du XVIIIe siècle. Au moment de sa naissance, son père est ambassadeur d'Autriche en France.

## Biographie
Sinzendorf est élu évêque de Györ en 1726 et prince-évêque de Breslau en 1732.
Le pape Benoît XIII le crée cardinal lors du consistoire du 26 novembre 1727. Il participe au conclave de 1730, au cours duquel Clément XII est élu pape, et au conclave de 1730 pour l'élection de Benoît XIV.

### Sources
- Fiche du cardinal sur le site fiu.edu